# Alte Linden vor der Kirche St. Valentin im Ortsteil Zell

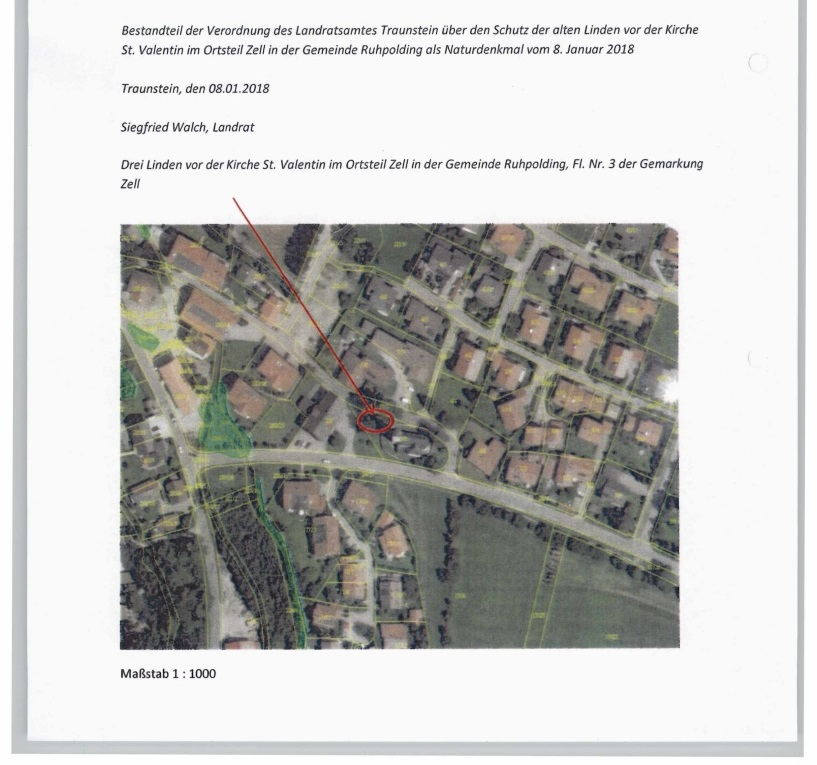
Lageplan Amtsblatt

Die Alten Linden vor der Kirche St. Valentin im Ortsteil Zell sind eine Gruppe von drei Winterlinden. Sie stehen neben der Kirche St. Valentin im Ortsteil Zell der Gemeinde Ruhpolding, im Landkreis Traunstein.
Sie erhielten im Januar 2018 durch Verordnung des Landratsamtes Traunstein den Schutzstatus und werden vom Bayerischen Landesamt für Umwelt unter der Nummer ND-07135 gelistet.

## Schutzzweck
Zweck der Ausweisung als Naturdenkmal ist es, diese drei eindrucksvollen Linden wegen ihres Alters, besonderen Schönheit und landschaftsprägenden Charakters im öffentlichen Interesse zu erhalten.

## Beschreibung
Die drei Winterlinden stehen leicht erhöht auf ummauerten Podesten, sie sind von Hohlstellen und Adventivwurzeln geformt, mit Eisenringen und Seilen gesichert. Angebrachte Totenbretter erinnern an Verstorbene.
| Alter           | 600–800 Jahre               |
| Stammumfang     | 5,8 m                       |
| Höhe des Baumes | 20 m                        |
| Zustand         | vital, hohl, gekürzte Krone |

## Wappen von Ruhpolding

Wappen von Ruhpolding

Das Wappen von Ruhpolding führt eine Linde und in der Beschreibung wird angemerkt:
- Das dem Lindenstamm aufgelegte Kreuz steht im Wappen für die charakteristischen Steinkreuze vor dem St. Valentinskirchlein.
- Das Beil, ein heraldisches Gerichtssymbol, weist darauf hin, dass man bei den drei Linden vor der Kirche eine alte Thingstätte vermutet.

## Einzelnachweis
1. ↑  Baumkunde.de - Kapellenlinden von St. Valentin in Zell

Koordinaten: 47° 45′ 24,2″ N, 12° 39′ 45,5″ O